# Wadi Hanifa
Das Wadi Hanifa ist ein in der Provinz Riad, Saudi-Arabien gelegenes Wadi. Die Hauptstadt Riad lag ursprünglich östlich des Wadis, hat sich aber inzwischen nach Westen hin über das Wadi hinweg ausgebreitet.

## Geografie
Das Wadi erstreckt sich von Nordwesten nach Südosten über eine Länge von 120 km. Die Breite variiert von 100 bis zu 1000 m, die Höhe der Talwände liegt zwischen 10 und 100 m. Der jährliche Niederschlag liegt bei durchschnittlich 85 (bzw. 100) mm. Im Winter können die Temperaturen bis 6 °C fallen und im Sommer bis 42 °C steigen.

## Nutzung
Das Wadi wird für die Landwirtschaft sowie als Erholungsraum für die Bevölkerung Riads genutzt. Die (nur zum Teil) geklärten Abwässer Riads (ca. 650.000 m³ täglich) werden dem Wadi zugeführt, so dass sich inzwischen auf den letzten 50 km ein fließendes Gewässer gebildet hat, das von üppigem Grün gesäumt ist.
Im Wadi wurden auch Stauwehre (z. B. Al Elb und Al Ha’ir) errichtet, um die Gefahr durch Überflutung bei Sturzregen zu verringern.

## Ökologische Sanierung
Als sich Riad ab Anfang der 1970er Jahre in Richtung des Wadis ausbreitete, wurde das Wadi zunächst als Lieferant von Baumaterial und Teile des Wadis auch als Müllkippe genutzt. Seit den 1980er Jahren gab es Pläne der Arriyadh Development Authority, das Wadi zu sanieren. Diese Pläne wurden seit 2004 umgesetzt. Die Kosten der Sanierung werden mit 1 Mrd. USD angegeben.